# エドガワQ
『エドガワQ』（エドガワキュー）は、中村一義の映像作品である。2015年2月18日にDVDで発売された。

## 概要
- 2014年11月8日に中村が生まれ育った町の東京都江戸川区で行われた、ライブの模様を収録したものである。
- 発売日は中村の40歳の誕生日であり、彼のコンセプト・サイト『KIKA:GAKU』限定で発売された。
- 公演名である「エドガワQ」は、中村が幼少期に「えどがわく」と発音できず、「えどがわきゅ」と呼んでいたことに由来する。
- 「3つのQ」として"Quality（性格・性質）"、"Quest（冒険）"、"Question（問い）"をコンセプトに掲げている。

## 収録曲
特記なきものは全て作詞・作曲；中村一義
1. 犬と猫
2. 再会
3. まる・さんかく・しかく
（作詞；山田とも子・作曲：小山田暁）
4. 運命
5. どこにいる ～ここにいる
6. フラワーロード
100sの楽曲
7. 空い赤
100sの楽曲
8. セブンスター
9. メキシコ
10. 笑顔
11. 魔法をかけてやる!!
12. ジュビリージャム～ジュビリー
13. ショートホープ
14. 1,2,3
15. グレゴリオ
16. 君ノ声
17. 永遠なるもの
18. ロックンロール
ここからアンコール
19. キャノンボール

## 参加ミュージシャン
- 中村一義 - ボーカル
- 町田昌弘 -　ギター
- 三井律郎 - ギター
- 高野勲 - キーボード
- あずままどか - コーラス
- TOMOTOMO club - ベース
- マシータ - ドラムス

- 岡本洋平 - ギター（18、19のみ）
- 平床政治 - コーラス（18、19のみ）